# Auszeichnungen der Schweizer Armee
Die Schweizer Armee unterhält ein System von Auszeichnungen, die die Dauer des Dienstes, die Ausbildung, den Sport und die Teilnahme an Missionen anerkennen. Diese werden ausschliesslich als Bandschnalle, genannt «Ribbon», getragen. Abgesehen davon kennt die Schweiz kein nationales Ehrensystem.
In der Schweizerischen Verfassung von 1848 wurde in Artikel 12 ein Verbot der Anerkennung von Ehren und Titeln durch Schweizer Bürger verankert.
 Mit der Revision 1874 wurde das Verbot auf Armeeangehörige ausgedehnt. In der aktuellen schweizerischen Verfassung gibt es allerdings kein spezifisches Verbot von Titeln und Orden. Das bisher von Artikel 12 erfasste Verbot wird auf Gesetzesstufe abgedeckt, für Armeeangehörige im Art. 40a des Militärgesetzes.
2020 wurde eine Auszeichnung für ausserordentliche Leistung eingeführt, die vom Chef der Armee persönlich verliehen wird.

## Auszeichnungsribbons

### Diensttage Auszeichnungen
| Diensttage Auszeichnungen | Diensttage Auszeichnungen                                                                                         | Diensttage Auszeichnungen |
| Emblem                    | Name | Bemerkung |
| ------------------------- | --- | --- |
|                           | deutsch Dienstleistungsabzeichen französisch Insigne de prestation de service italienisch Distintivi del servizio | Dieses Band wird mit einer Reihe von Rosetten getragen, um die geleisteten Diensttage anzuzeigen. Das Band ohne Rosette wird ab 90 Diensttagen verliehen. |
|                           | Dienstleistungsabzeichen                                                                                          | Mit einer Rosette in Bronze für 170 Diensttage |
|                           | Dienstleistungsabzeichen                                                                                          | Mit zwei Rosetten in Bronze für 250 Diensttage |
|                           | Dienstleistungsabzeichen                                                                                          | Mit drei Rosetten in Bronze für 350 Diensttage |
|                           | Dienstleistungsabzeichen                                                                                          | Mit einer Rosette in Silber für 450 Diensttage |
|                           | Dienstleistungsabzeichen                                                                                          | Mit zwei Rosetten in Silber für 550 Diensttage |
|                           | Dienstleistungsabzeichen                                                                                          | Mit drei Rosetten in Silber für 650 Diensttage |
|                           | Dienstleistungsabzeichen                                                                                          | Mit einer Rosette in Gold für 750 Diensttage |
|                           | Dienstleistungsabzeichen                                                                                          | Mit zwei Rosetten in Gold für 850 Diensttage |
|                           | Dienstleistungsabzeichen                                                                                          | Mit drei Rosetten in Gold für 950 Diensttage |

### Ausserordentliche Leistung
| Emblem | Name | Bemerkung |
| ------ | --- | --- |
|        | deutsch Ausserordentliche Leistung französisch Prestation exceptionnelle italienisch Prestazione eccezionale | Die Auszeichnung wird verliehen für: 1. hervorragende Verdienste um die Stellung und das Ansehen der Schweizer Armee; 2. besonders vorbildliches, tapferes und beherztes Verhalten: - Lebensrettung oder Hilfeleistung unter schweren Bedingungen; - Erfüllung der dienstlichen Pflicht trotz offensichtlicher Gefahr; - Aussergewöhnlich tapferes Verhalten. Diese Auszeichnung wird vom Chef der Armee für ausserordentliche Leistungen persönlich vergeben. |

### Leistungsabzeichen
Diese Ribbons werden anstelle der älteren Sugus-Plaketten getragen (wegen ihrer sugusartigen rechteckigen Form).
 Ausnahme: Das ehemalige Alpine Abzeichen sah anders aus und wurde durch den Sugus-Typ ersetzt.
| Hochgebirgsabzeichen       | Hochgebirgsabzeichen | Hochgebirgsabzeichen |
| Emblem                     | Name | Bemerkung |
| -------------------------- | --- | --- |
|                            | deutsch Hochgebirgsabzeichen französisch Insigne de haute montagne italienisch Distintivo d’alta montagna                    | Dies löste das zuvor von der Schweizer Armee ausgestellte Alpine Abzeichen ab. Das Hochgebirgsabzeichen wird an jene Mitglieder der Schweizer Armee verliehen, die eine spezielle Ausbildung in Bergkrieg und Bergrettung erhalten haben. |
| Schiess Leistungsabzeichen | | |
|                            | deutsch Sturmgewehr Stufe 1 französisch Fusil d’assaut degré 1 italienisch Fucile d’assalto grado 1                          | |
|                            | deutsch Sturmgewehr Stufe 2 französisch Fusil d’assaut degré 2 italienisch Fucile d’assalto grado 2                          | |
|                            | deutsch Pistole Stufe 1 französisch Pistolet degré 1 italienisch Pistola grado 1                                             | |
|                            | deutsch Pistole Stufe 2 französisch Pistolet degré 2 italienisch Pistola grado 2                                             | |
| Trainings Auszeichnungen   | | |
|                            | deutsch Kameradenhilfe/ABC-Abwehr französisch Aide au camarade/défense ABC italienisch Aiuto al camerata/difesa NBC          | |
|                            | deutsch Wasserfahrer französisch Navigateur italienisch Battelliere                                                          | |
|                            | deutsch Richter (Schusswaffen) französisch Pointeur (arme) italienisch Puntatore (arma)                                      | |
| Sport Auszeichnungen       | | |
|                            | deutsch Militärsport 1 französisch Sport militaire 1 italienisch Sport militare 1                                            | Bei der Durchführung des Fitnesstests der Armee fünf Disziplinen kann bei entsprechender Gesamtpunktzahl (Note sehr gut) die Militärsportauszeichnung Stufe 1 erlangt werden.                                                             |
|                            | deutsch Militärsport 2 französisch Sport militaire 2 italienisch Sport militare 2                                            | Die Militärsportauszeichnung Stufe 2 wird beim dritten Erwerb der Militärsportauszeichnung Stufe 1 verliehen. |
|                            | deutsch Militärsport Wettkampfauszeichnung französisch Compétition de sport militaire italienisch Sport militare competitivo | Für die Verleihung der Militärsportwettkampfauszeichnung muss der Angehörige der Armee innerhalb von zwei Jahren an sechs Militärsportwettkämpfen teilnehmen und in den entsprechenden Ranglisten klassiert sein.                         |

### Missionsabzeichen
| Dienst innerhalb der Schweiz | Dienst innerhalb der Schweiz | Dienst innerhalb der Schweiz |
| Emblem                       | Name | Bemerkung |
| ---------------------------- | --- | --- |
|                              | deutsch Inland-Einsätze französisch Engagements à l’intérieur du pays italienisch Impieghi in Svizzera                                   | Verliehen für 10 aufeinanderfolgende Tage von Assistenzdienst, z.B beim jährlichen Einsatz zu Gunsten des WEF-Treffen in Davos oder bei den Einsätzen für den Botschaftsschutz; wurde nach dem Einsatz der Armee im Zuge der CORONA-Krise auch an die Soldaten abgegeben (teils auch mit Rosetten für die Anzahl Diensttage) |
| Auslandseinsätze             | | |
|                              | Kosovo Missionsabzeichen | Ausgezeichnet für 150 Tage als Mitglied der Swisscoy |
|                              | Bosnia-Herzegovina Missionsabzeichen | Ausgezeichnet für 150 Tage Service mit der Organisation für Sicherheit und Zusammenarbeit in Europa (OSCE) Swiss Headquarters Support Unit (SHQSU) Bosnia-Herzegovina |
|                              | Korea Missionsabzeichen | Ausgezeichnet für 150 Tage Service mit dem Neutral Nations Supervisory Commission |
|                              | Namibia Missionsabzeichen | Ausgezeichnet für 150 Tage Service mit der Unterstützungseinheit der Vereinten Nationen für die Übergangszeit (UNTAG) |
|                              | Western Sahara Missionsabzeichen | Ausgezeichnet für 150 Tage Service mit der Mission des Nations Unies pour l’organisation d’un référendum au Sahara occidental (MINURSO) |
|                              | Peace Support Missionsabzeichen | Ausgezeichnet für 150 Tage Service in friedensfördernde Massnahmen ausserhalb des Rahmens einer internationalen Organisation |
|                              | UN Militärbeobachter Missionsabzeichen                                                                                                   | Ausgezeichnet für 150 Tage als Militärbeobachter bei einer Friedenstruppen der Vereinten Nationen |
|                              | Partnership for Peace Mission Insignia                                                                                                   | Ausgezeichnet für Service mit der NATO-Partnerschaft für den Frieden |
|                              | deutsch Lange Ausland-Abkommandierung französisch Service commandé de longue durée à l’étranger italienisch Servizi comandati prolungati | Verliehen für mindestens 150 Trainingstage im Rahmen einer Ausbildung einer ausländischen Armee im Rahmen des LAK-Programms |
|                              | UNO OSZE Mandate Missionsabzeichen Beispiel                                                                                              | Der Vielfalt wegen wird auf alle Abbildungen der Ribbons der UNO/OSZE-Mandate verzichtet. |

### Ausserdienstliche Aktivitäten
| Emblem | Name | Bemerkung |
| ------ | --- | --- |
|        | deutsch Ausserdienstliche Tätigkeit Stufe 1 französisch Activité hors du service degré 1 italienisch Attività fuori del servizio livello 1 | Für anerkannte Aktivitäten mit militärischen Dachorganisationen und Gesellschaften |
|        | deutsch Ausserdienstliche Tätigkeit Stufe 2 französisch Activité hors du service degré 2 italienisch Attività fuori del servizio livello 2 | Weitere anerkannte Aktivitäten und Führung innerhalb einer militärischen Dachorganisation oder Gesellschaft                                                                                          |
|        | deutsch Ausserdienstliche Tätigkeit Stufe 3 französisch Activité hors du service degré 3 italienisch Attività fuori del servizio livello 3 | Das Erreichen der Stufe 1 und Stufe 2 ist nicht Voraussetzung. 6 Jahre aktive Mitgliedschaft in einem Vorstand einer militärischen Gesellschaft oder einem Dachverband ihrer Vereine oder Sektionen. |

## Reihenfolge
Auszeichnungen werden auf der Ausgangsuniform (Tenue A) als Dienstband (Multifunktionsleiste) in Reihe von dreien, mit einem Maximum von neun Ribbons auf einmal getragen.
Wenn die obere Reihe von Bändern weniger als drei ist, werden sie am linken Träger getragen.
Von jeder Ribbon-Art wird jeweils nur die höchste erworbene Stufe getragen.
Die Ribbons werden in der folgenden Reihenfolge getragen:
- Diensttage Auszeichnungen (maximal 1 Ribbon);
- Auszeichnungen
  - Ausserordentliche Leistung
  - Schützenauszeichnungen (Sturmgewehr Stufe 1, 2 / Pistole Stufe 1, 2)
  - Ausbildungsauszeichnungen (Richter, Wasserfahrer, Gebirgsauszeichnung, Selbst- und Kameradenhilfe / ABC-Abwehr)
  - Militärsportabzeichen (Stufe 1, 2 sowie Militärsportwettkampfauszeichnung)
  - Ausserdienstliche Tätigkeiten (Stufe 1, 2, 3)
- Einsatzabzeichen:
  - Subsidiäre Einsätze im Inland (maximal 1 Ribbon)
  - Einsätze im Ausland;
  - UN / OSZE Mandatsmissionen (maximal 1 pro Band)
- Abzeichen für Einsätze im Rahmen der Partnerschaft für den Frieden (PfP)
- Abzeichen für Lange Auslandkommandierung (LAK; Lange Auslandskommandierung)